# Кробелиці
Кробелиці (пол. Krobielice) — село в Польщі, у гміні Клімонтув Сандомирського повіту Свентокшиського воєводства.
Населення — 218 осіб (2011).
У 1975—1998 роках село належало до Тарнобжезького воєводства.

## Демографія
Демографічна структура на день 31 березня 2011 року:
|          | Загалом | Допрацездатний вік | Працездатний вік | Постпрацездатний вік |
| -------- | ------- | ------------------ | ---------------- | -------------------- |
| Чоловіки | 124     | 31                 | 75               | 18                   |
| Жінки    | 94      | 18                 | 56               | 20                   |
| Разом    | 218     | 49                 | 131              | 38                   |